# Acidoproctus hilli

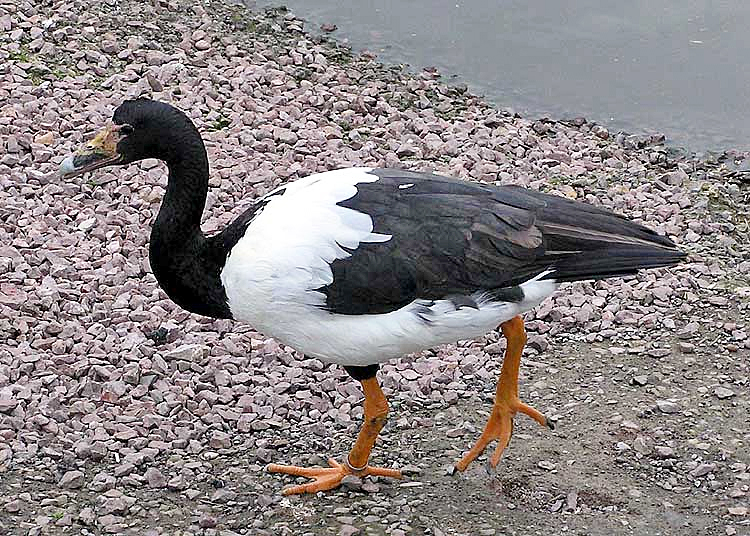
Вид-хозяин вшей — Полулапчатый гусь (Anseranas semipalmata, Anatidae)

Acidoproctus hilli (лат.) — вид бескрылых насекомых семейства Philopteridae из отряда пухоедов и вшей. Постоянные паразиты птиц. Австралия.
Длина самок около 4 мм (самцов — 3,5 мм). Паразитируют на полулапчатом гусе (Anseranas semipalmata, Anatidae). Вид был впервые описан в 1915 году Ланселотом Харрисоном (Launcelot Harrison; University of Sydney) под первоначальным названием Heteroproctus hilli Harrison, 1915.
В настоящее время (вместе с видами Acidoproctus emersoni, A. fuligulae, A. gottwaldhirschi, A. kelloggi, A. maximus, A. moschatae, A. rostratus и A. taschenbergi) включён в семейство Philopteridae подотряда Ischnocera. Вид был назван в честь профессора G.F. Hill, собравшего типовую серию в 1913 году.